# Cedar Point, Illinois
Cedar Point là một làng thuộc quận LaSalle, tiểu bang Illinois, Hoa Kỳ. Năm 2010, dân số của làng này là 277 người.

## Dân số
Dân số qua các năm:
- Năm 2000: 262 người.
- Năm 2010: 277 người.